# Dorotheantheae
Dorotheantheae, es una tribu de plantas suculentas perteneciente a la familia Aizoaceae, tiene los siguientes géneros:

## Géneros
- Aethephyllum
- Cleretum
- Dorotheanthus